# Von-der-Tann-Straße 8 (Bad Kissingen)

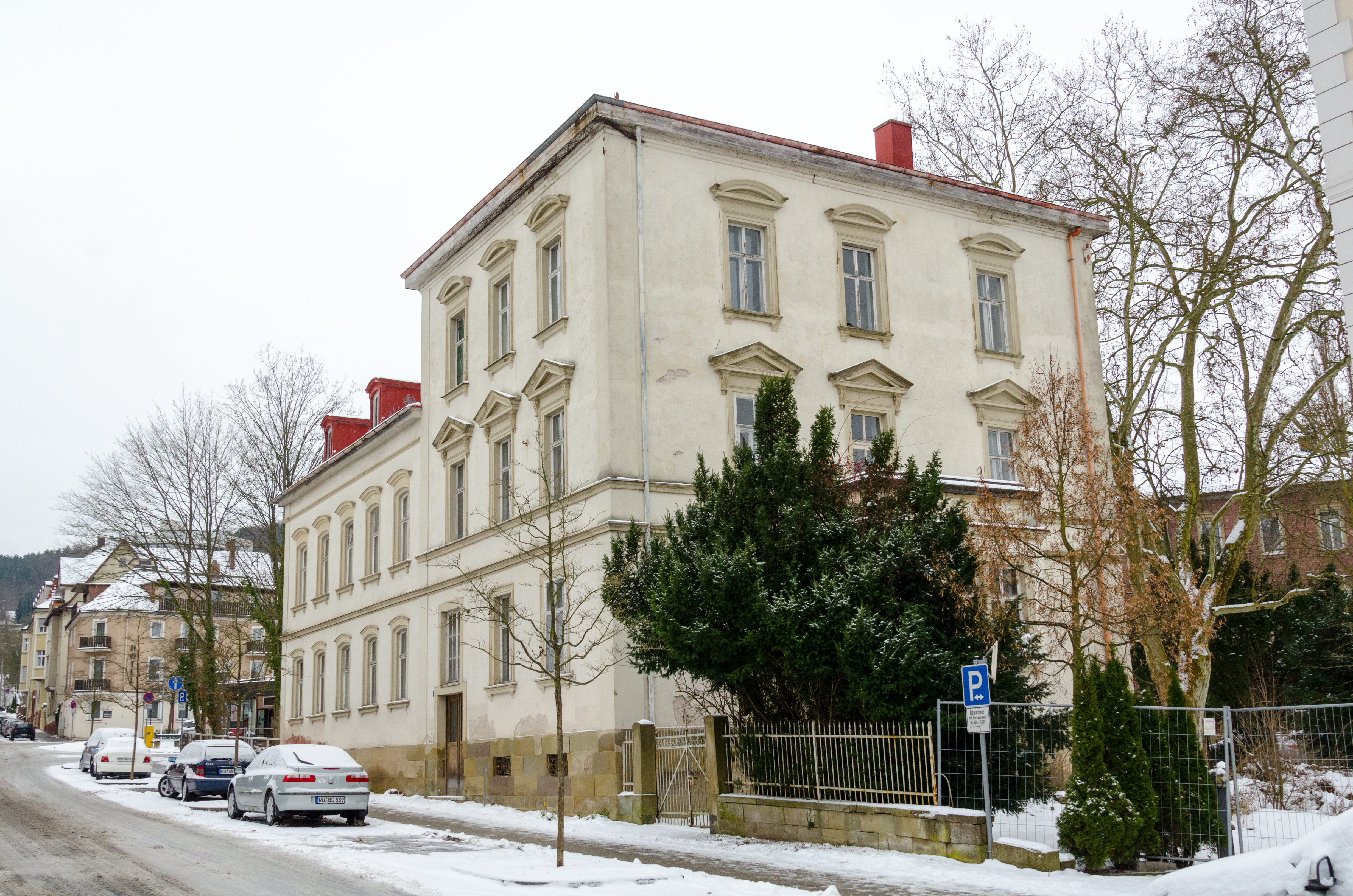
Von-der-Tann-Straße 8 in Bad Kissingen

Das Anwesen Von-der-Tann-Straße 8 in der Von-der-Tann-Straße in Bad Kissingen, der Großen Kreisstadt des unterfränkischen Landkreises Bad Kissingen, gehört zu den Bad Kissinger Baudenkmälern und ist unter der Nummer D-6-72-114-265 in der Bayerischen Denkmalliste registriert.

## Geschichte
Das Anwesen wurde im Jahr 1861 errichtet. Es handelt sich um ein zweigeschossiges Wohnhaus mit Walmdach und für die Entstehungszeit typischen stichbogigen Fenstern.
Zu dem Anwesen gehört ein dreigeschossiger, im Jahr 1881 errichteter Anbau im Stil der Neurenaissance, der durch seine zurückhaltende Gliederung einen klassizisierenden Eindruck macht.
Nach mehrjährigem Leerstand soll das Anwesen saniert werden; geplant ist der Einzug eines Steuerbüros (Stand: Dezember 2017).